# موسی بارنت
موسی بارنت (انگلیسی: Moses Barnett؛ زادهٔ: ۳ دسامبر ۱۹۹۰) بازیکن فوتبال اهل بریتانیا است.
از باشگاه‌هایی که در آن بازی کرده‌است می‌توان به باشگاه فوتبال آرسنال، باشگاه فوتبال اورتون، باشگاه فوتبال بارسکو، و تیم ملی فوتبال زیر ۱۷ سال انگلستان اشاره کرد.
وی همچنین در تیم‌های ملی فوتبال زیر ۱۷ سال انگلیس بازی کرده‌است.